# Політика Північної Кореї

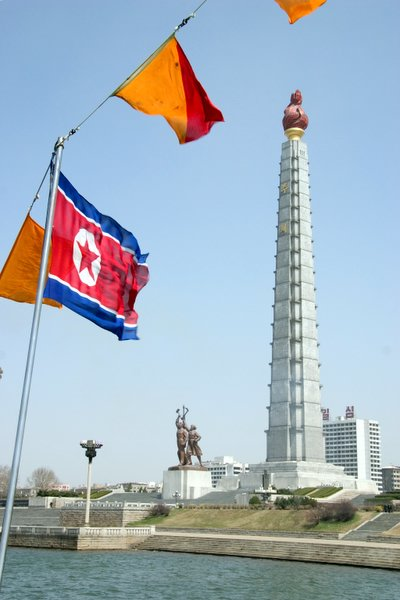
Монумент ідеям Чучхе.

Політика Корейської Народно-Демократичної Республіки відбувається в рамках офіційної державної філософії чучхе, концепції, створеної Хван Чан-Йопом, а потім віднесеної до Кім Ір Сена. На практиці Північна Корея функціонує у вигляді однопартійної системи під контролем тоталітарної сімейної диктатури, що іноді характеризується як абсолютна монархія з Кім Ір Сена і його спадкоємців.
Політична система в Північній Кореї побудована на принципі централізації. Хоча конституція гарантує захист прав людини, на практиці існують жорсткі обмеження на свободу вираження думок, і уряд ретельно контролює життя людей. Конституція визначає КНДР як «диктатуру народної демократії» під керівництвом Трудової партії Кореї, якій надається законна перевага над іншими партіями. Незважаючи на демократичні положення Конституції, на практиці Верховний лідер Кім Чен Ин (онук засновника держави Кім Ір Сена) здійснює повний контроль над урядом і країною.
Правлячою партією є Партія трудящих (ТПК) з моменту свого створення в 1948 р. Існують дві інші невеликі партії, але юридично вони зобов'язані визнавати правлячий статус ТПК. Кім Ір Сен служив в ролі генерального секретаря ТПК з 1948 р. до своєї смерті в липні 1994-го, одночасно обіймаючи посаду прем'єр-міністра з 1948 по 1972 рр. і посаду президента з 1972 по 1994-й. Після того, як його син отримав повноту влади в 1998 р., пост президента був виписаний з конституції, Кім Ір Сен призначений «вічним президентом». Деякі аналітики вважають, подібна назва є продуктом культу особи.
Західний світ в цілому розглядає Північну Корею як диктаторський режим; уряд формально замінив всі посилання з марксизм-ленінізма у конституції на локально розроблену концепцію чучхе або опора на власні сили. В останні роки досягнутий значний акцент на сонгун або «філософія військової першості». Всі згадки про комунізм видалені з Конституції Північної Кореї в 2009 р. 
Статус військовослужбовців підвищений, він посідає центр політичної системи Північної Кореї; всі соціальні сектори змушені наслідувати військовий дух і приймати військові методи. Громадська діяльність Кім Чен Іра була зосереджена в основному на вказівки місць і подій, пов'язаних з військовою справою. Ці статуси підтверджені в ході першої сесії 10-х Верховних народних зборів з просування членів Державного комітету оборони в офіційній ієрархії влади. Всі десять членів ДКО ранжовані в першій двадцятці 5 вересня, і всі, крім одного, зайняли першу двадцятку на п'ятдесятій річниці Дня заснування держави 9 вересня.

## Виконавча влада
За Конституцією 1998 р. колишній президент КНДР Кім Ір Сен є «Вічним Президентом», тому його пост ніхто не вправі займати. Конституція покладає більшість функцій, що зазвичай належать главі держави, на Верховне Народні Збори. Після смерті Кім Ір Сена в 1994 р., головою уряду став його син, Кім Чен Ір.
Уряд КНДР очолює Прем'єр-міністр, він перебуває під контролем Верховного Народного Комітету (ВНК). ВНК займається розробкою політичного курсу і наглядом за кабінетом міністрів.
Кім Чен Ір був главою держави до смерті 17 грудня 2011 р. Він займав кілька посад і мав кілька офіційних звань, у тому числі — генеральний секретар Трудової партії Кореї, голова Комітету Державної Безпеки і Верховний Головнокомандувач збройними силами. Також він носив офіційний титул «Дорогий голова» (його батька, Кім Ір Сена називають «Великий голова»).
Після смерті Кім Чен Іра до влади прийшов його молодший син Кім Чен Ин.
Прем'єром уряду станом на 2012 рік є Чхве Ен Рім.

## Політичні партії та вибори
Згідно з конституцією, Північна Корея є демократичною республікою, Верховні Народні Збори і провінційна Народна Асамблея обираються прямим загальним і таємним голосуваннями. Виборче право гарантується всім громадянам у віці від 17 років і старше. Вибори в Північній Кореї не є конкурентоспроможними і мають лише поодинокі гонки кандидатів. Тим, хто хоче голосувати проти єдиного кандидата в бюлетені, необхідно перейти за спеціальну кабіну, щоб викреслити ім'я кандидата, перш ніж кинути його у виборчу урну, про що, на думку багатьох північнокорейських перебіжчиків, занадто ризиковано навіть думати.
Всі обрані кандидати є членами Єдиного демократичного вітчизняного фронту, в народному фронті домінує ТПК. Дві малі партії знаходяться також в коаліції — Партія молодих друзів небесного шляху і Соціал-демократична партія Кореї; вони мають кілька виборних посадових осіб. ТПК здійснює прямий контроль над відібраними кандидатами для обрання членів двох інших сторін.

## Політична ідеологія
Спочатку будучи близьким союзником Сталіна і СРСР, Північна Корея поступово дистанціюється від світового комуністичного руху. Чучхе, ідеологія опори на власні сили, замінила марксизм-ленінізм як офіційну ідеологію, коли країна прийняла нову конституцію в 1972 р. У 2009 р. до конституції внесені зміни, видаливши згадки відносно комунізму.

## Політичні події
Протягом більшої частини своєї історії у північнокорейській політиці домінували ворожі відносини з Південною Кореєю. Під час холодної війни Північна Корея утворила альянс з Радянським Союзом і Китайською Народною Республікою. Уряд Північної Кореї інвестував значні кошти в своїх військовиків, сподіваючись розвинути можливості возз'єднання Кореї за допомогою сили та підготовку до відбиття будь-якої атаки з Південної Кореї чи США. Після появи концепції чучхе Північна Корея спрямувала політику на високий ступінь економічної незалежності і мобілізацію всіх ресурсів нації, щоб захистити корейський суверенітет від іноземних держав.
Внаслідок розпаду Радянського Союзу і  радянської допомоги Північна Корея зіткнулася з тривалим періодом економічної кризи, зокрема важким сільськогосподарським і промисловим дефіцитом. Основне політичне питання Північної Кореї полягало в тому, щоб знайти спосіб підтримувати свою економіку без шкоди для внутрішньої стабільності уряду або здатності реагувати на передбачувані зовнішні загрози. На сьогодні північнокорейські зусилля з поліпшення відносин з Південною Кореєю у тому, щоб збільшити товарообіг і отримати допомогу з метою розвитку були досить успішні, але курс КНДР з розробки ядерної зброї і балістичних ракет завадив стабільним відносинам що з Південною Кореєю, що й із США. Північна Корея також експериментувала з ринковою економікою в деяких секторах своєї економіки, але вони мали обмежений вплив. 
Чонг Сон Чанг з Седжонского інституту, виступаючи 25 червня 2012 р., повідомив, що є певна ймовірність того, що новий лідер Кім Чен Ин, який має велику видиму зацікавленість у гараздах свого народу і бере участь у тіснішій взаємодії з ним, ніж його батько, розгляне економічні реформи та впорядкування міжнародних відносин.